# Kerk-Avezaath
Kerk-Avezaath is een dorp in de gemeente Buren, gelegen in de Betuwe in de Nederlandse provincie Gelderland. Kerk-Avezaath ligt ten noorden van de A15, bij Tiel. Op 1 januari 2023 telde Kerk-Avezaath 1.360 inwoners.

## Etymologie
Kerk-Avezaath wordt voor het eerst vermeld in de 11e-eeuwse kopie van een oorkonde uit 850. In die oorkonde spreekt men van Auansati. In 1107 wordt het als Auesaze geschreven. Ter onderscheiding van de twee dorpen werd in de volksmond Kerk- en Kapel- toegevoegd, maar in geschriften werd dit niet altijd gedaan; hierdoor is het soms lastig uit te maken welke van de twee kernen er bedoeld wordt in de geschiedschrijving.
Het woord Avesaet komt uit twee taalgebieden. ‘Sate’ betekent in het Oudnederlands woning en ‘ave’ betekent in het Oudgermaans eeuwen. Vrij vertaald betekent het zoiets als: "De woning van de oude heer." De oudste vermelding van Avezaath stamt uit het jaar 709. Er zijn 15 schrijfwijzen van Avezaath bekend.

## Geschiedenis
Toen na de vierde eeuw de Romeinen weg waren, was het gebied in deze omgeving verlaten. Hier en daar zullen nog wel enkel bewoners zijn achtergebleven. Enkele eeuwen later vestigden zich weer nieuwe bewoners in de Betuwe. Het waren de stroomruggronden die een menselijk bestaan hier mogelijk maakten. Stroomruggen zijn gronden die wat hoger liggen in het landschap doordat de zwaarste gronddelen het eerst zinken. Zo ook in de Avezathen. Men maakte gebruik van de vruchtbare rivierklei om in de levensbehoefte te voorzien en bouwde opstallen waar men samen met de dieren kon wonen. Hierdoor ontstonden kleine leefgemeenschappen zoals de Avezathen. In de zevende eeuw begon de opmars van het christendom. Missionarissen als Willibrord en Bonifatius hebben daaraan bijgedragen.
De tijd van Karel de Grote brak aan, die welvaart en rust met zich mee bracht. Inmiddels was ook het christendom tot de Avezathen doorgedrongen. In deze tijd woonden enkele tienduizenden mensen in Nederland. Dorpsgemeenschappen van een honderdtal mensen waren in staat om een kerk te bouwen, aanvankelijk van hout. De invloedssfeer van Tiel, waar in de negende eeuw de St. Walburgkerk al was gebouwd, doet zich dan gelden. Men kan ervan uitgaan dat de kerk te Avezaath in de 10e eeuw is gebouwd. Volgens het oudst bekende document met betrekking tot de kerk wordt het kerkgebouw van Avezaath op 4 juni 1007 door bisschop Notger van Luik geschonken aan de Abdij van Thorn. Deze benedictijner abdij werd in 992 gesticht door graaf Ansfried en zijn vrouw. Ansfried zou later bisschop worden van Utrecht. De Abdij van Thorn heeft tot aan het begin van de 17e eeuw het collatierecht gehad over de Avezaathse kerkgemeenschap. Het collatierecht is het recht om geestelijken te benoemen in de dorpen van Avezaath.
De huidige Sint-Lambertuskerk van Kerk-Avezaath stamt gedeeltelijk uit de 11de eeuw. Van deze kerk is geen stichtingsdatum bekend. Lambertus was bisschop van Maastricht. In het rivierengebied zijn meer kerken naar de heilige Lambertus vernoemd. Van de Agatha Capel is de stichtingsdatum expliciet bekend. De Agatha Capel is op 2 mei 1321, daags na de feestdag van Johannes en Filippus, gewijd aan de heilige Agatha. Deze vrouw is in 254 na Christus gestenigd op Sicilie. Het staat beschreven dat de Agatha Capel te Oud-Avezaath (het huidige Kapel-Avezaath) was gewijd. Diverse bronnen vermelden dat de ‘Heer” van de gouw Teisterbant te Alden Avezaath (= Oud Avezaath) heeft gewoond.
In het Laageinde bevindt zich nog steeds de hofstede “Alden-Haaf”. Bij deze hofstede is de gracht (singel) nog aanwezig. De gracht omsluit ook een verhoogd gebied. In de negende eeuw woonde graaf Waltger, volgens bronnen, in een dorp bij Tiel. Men vermoedt dat hier Avezaath, dus Alden-Avesaet mee bedoeld is.
Het oudst bekende Avezaaths document is een oorkonde uit het jaar 850 welke in de 11e eeuw is overgeschreven. Hierin staat vermeld dat een hoeve in Avezaath in het jaar 850 geschonken is aan bisschop Balderik in Utrecht.

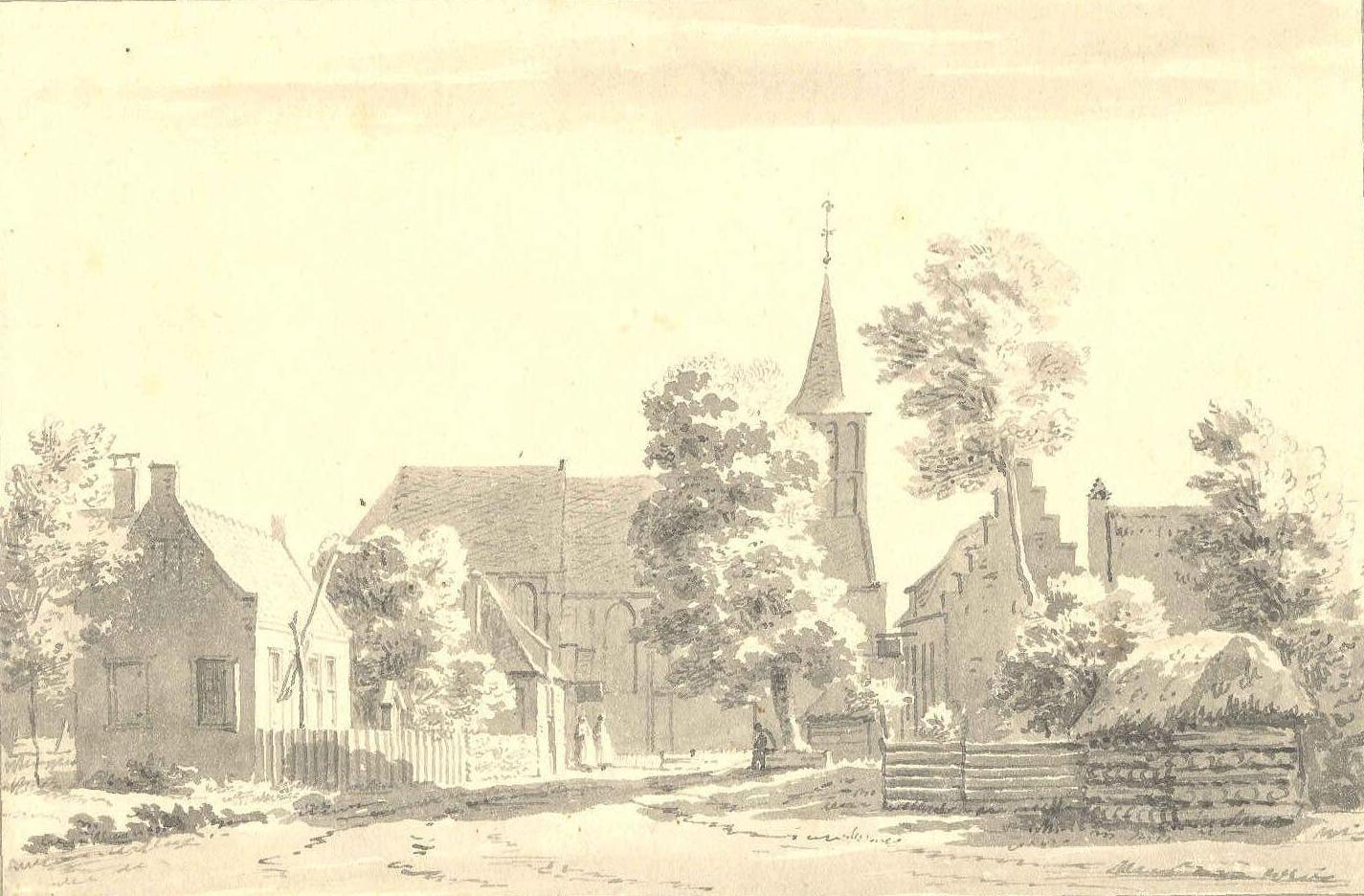
Sint-Lambertuskerk in Kerk-Avezaath. Cornelis Pronk, 1732

Het dorp was van 1811 tot 1978 onderdeel van de gemeente Zoelen, waartoe naast Kerk-Avezaath en Zoelen ook het dorp Kapel-Avezaath behoorde; bij de fusie van de gemeenten Buren en Zoelen werd Kapel-Avezaath echter bij de gemeente Tiel gevoegd. Vanwege de gelijkenis van de namen worden de twee dorpen met elkaar verward.

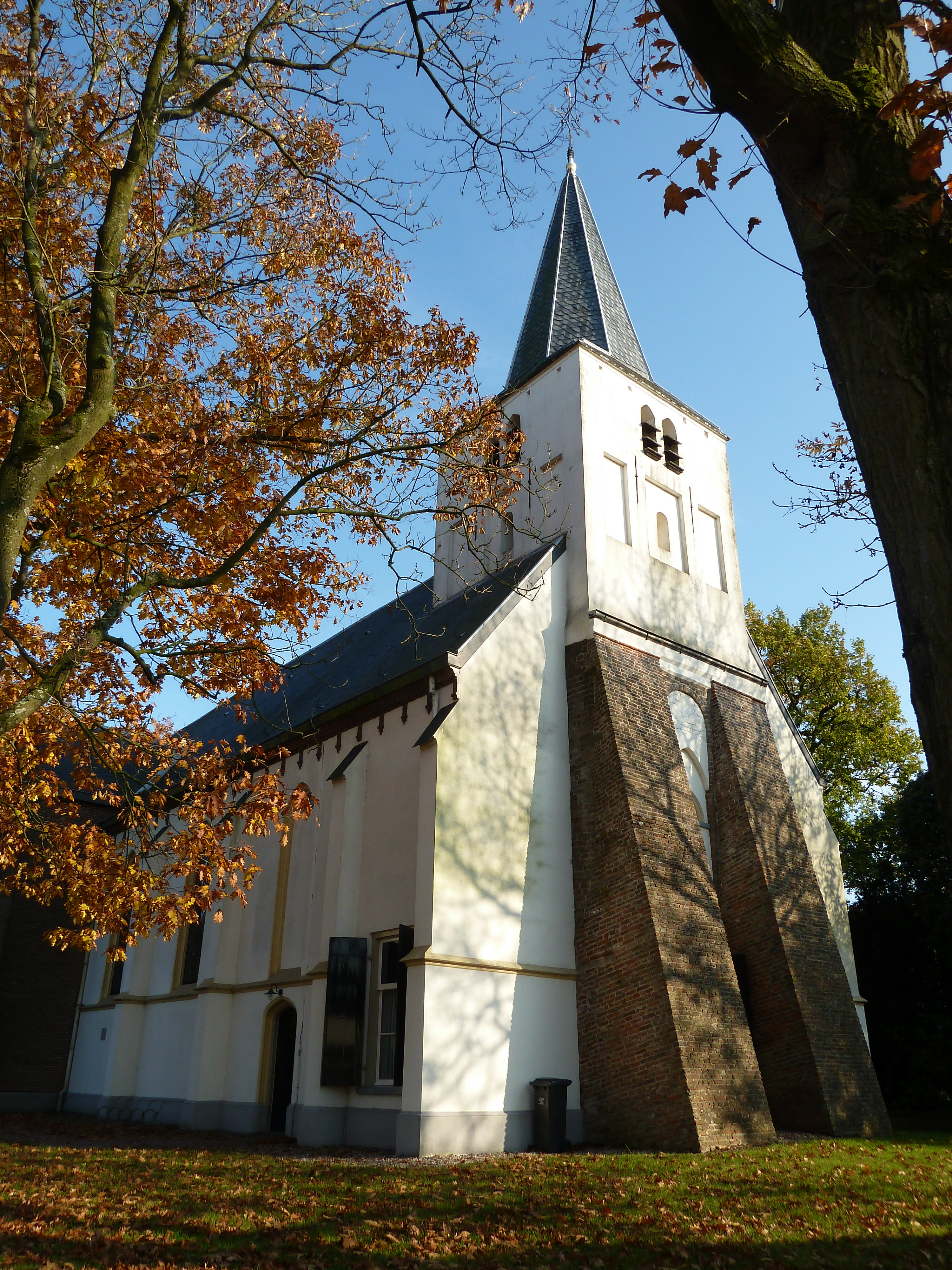
Sint-Lambertuskerk

## Verkeer en vervoer
Het dorp is bereikbaar via de A15 via de N834.
De volgende buslijn rijdt langs het dorp: 
• Lijn 46: Tiel - Culemborg 

## Sport en recreatie
- Voetbalvereniging VV Teisterbanders
- Tennisvereniging LTC Kellendonck
- Dorpshuis en zalencentrum De Avezathen
- Oranjevereniging Kerk Avezaath

## Onderwijs
De eerste onderwijsgegevens van Kerk-Avezaath dateren uit 1742. In de kerkregisters uit deze periode is vastgelegd dat er door de dorpspredikant en kerkenraad een schoolmeester was aangesteld. Omdat de vergoeding voor deze baan beperkt was, had de schoolmeester vele bijbaantjes, zoals o.a. koster, dorpssecretaris, voorzanger en doodgraver.
Het eerste onderwijs werd gegeven in de Sint-Lambertuskerk. Vanaf 1841 werd er les gegeven in een schoolgebouw met onderwijzerswoning tegenover de kerk. In 1951 werd er een nieuw twee-klassig schoolgebouw, OBS De Daverhof geopend aan de Korte Daver. Tussen 1956 en 1994 werd de school verschillende malen uitgebreid met o.a. drie extra klaslokalen en een kleuterschool met twee lokalen. Het schoolgebouw met de kenmerkende witte buitenmuren en het rieten dak is samen met de kerktoren een bepalend kenmerk van het dorpsgezicht aan de oostzijde. Na een fusie in 2017 met OBS De Kastanjepoort uit Erichem, is de school hernoemd en heet sindsdien De Blinker.
De voormalige naam van de school, de Daverhof, is afkomstig van de vroegere uitloper van de rivier de Linge, de Daver. Het riviertje is dichtgegooid met de komst van de A15, maar de naam ervan is nog goed terug te vinden. In Kerk-Avezaath ligt ook een straat genaamd De Daver.

## Evenementen
- Het lentefeest is sinds 1977[3] een jaarlijks terugkerend meerdaags muziekfestival. Het vindt ieder jaar in april plaats op de voetbalvelden van de VV Teisterbanders, aan de Dorpsstraat. Het lentefeest presenteert voornamelijk bekende Nederlandstalige artiesten.

- De Stichting Betuwse fietsvierdaagse organiseert ieder voorjaar de Betuwse fietsvierdaagse. De start en finish liggen traditioneel bij het dorpshuis De Avezathen.

- Onder de naam Avezaaths Allerlei[4] organiseren de kerken van Kerk-Avezaath en Kapel-Avezaath jaarlijks twee rommelmarkten, waarvan de opbrengst wordt gebruikt voor het onderhoud van beide kerkgebouwen.

## Geboren in Kerk-Avezaath
- Matthias Johannes Versteegh (1791-1859), lokaal bestuurder
- Johan Adriaan Heuff (1843-1910), auteur
- Jan Dirk Heuff (1847-1918), lokaal bestuurder
- Reijnoud van Rappard (1936-2023), politicus